# Швакке, Вильгельм
Карл Август Вильгельм Швакке (нем. Carl August Wilhelm Schwacke; 1848, Алфельд близ Ганновера, Саксен-Лауэнбург — 1904, Барбасена, Бразилия) — немецкий учёный-ботаник, путешественник, естествоиспытатель, педагог, доктор наук, профессор.

## Биография
Изучал естественные науки в Геттингенском и Боннском университетах, после окончания которого специализировался на ботанике.
В 1873 году эмигрировал в Бразилию, в марте 1874 года был нанят в качестве натуралиста («Naturalista viajante») ботаническим отделом Национального музея Бразилии в Рио-де-Жанейро. С 1877 года путешествовал по стране, собирая богатую коллекцию растений. 
В 1891 году оставил работу в Национальном музее Бразилии и занял должность профессора ботаники в Фармацевтической школе в Ору-Прету (Минас-Жерайс), В этой должности работал до самой смерти.  С помощью студентов, в ходе многочисленных ботанических экспедиций, которые он ввел в курс как регулярное занятие, Швакке смог собрать обширный гербарий (1892), хранящийся до сих пор и насчитывающий более 30 000 образцов. В 1986 году его коллекция была включена в центральный гербарий Федерального университета Ору-Прету.
Внёс большой вклад в области изучения флоры Бразилии.